# Miguel Lemos
Miguel Carlos Correia de Lemos (Niterói, 25 de novembro de 1854 — Petrópolis, 10 de agosto de 1917) foi um filósofo brasileiro, de orientação positivista.
Estudou na Escola Politécnica do Rio de Janeiro e, nessa época, aderiu ao positivismo. Juntamente com Teixeira Mendes e Benjamin Constant fundou, em 1876, a Sociedade Positivista Brasileira, a primeira do Brasil.
Em 1877 publicou o primeiro livro, Pequenos ensaios positivistas, em que registra o aparecimento do positivismo no Brasil.
Abandonou a Escola Politécnica do Rio de Janeiro em 1877 e viajou para Paris, onde conheceu Emile Littré e Pierre Laffite, os quais exerceram grande influência sobre suas ideias. Sendo inicialmente adepto da corrente positivista de Littré, em Paris pôde observar de perto a abordagem de cada um desses discípulos de Augusto Comte e comparou as versões "filosófica" (de Littré) e a "religiosa" (defendida por Laffitte) do Positivismo, chegando à conclusão de que a corrente positivista mais coerente e mais completa era a religiosa (embora alguns anos depois tenha rompido com Laffitte). Da mesma forma, em Paris conheceu o chileno Jorge Lagarrigue, que realizou transição semelhante (isto é, do "littreísmo" para o "laffittismo") e de quem se tornou grande amigo. Ainda em Paris foi ordenado "Aspirante a sacerdote da Humanidade" por Laffitte.
Voltando para o Brasil, iniciou uma contínua e enérgica ação política, social e religiosa a partir dos princípios do Positivismo, transformando a antiga Sociedade Positivista do Brasil, de caráter acadêmico mas apática, em Apostolado e Igreja Positivista do Brasil. Nessa nova instituição ocupava a posição de Diretor, sendo seu vice-Diretor o maranhense Raimundo Teixeira Mendes.
Como dito, a Igreja Positivista do Brasil imediatamente tomou posição a respeito das mais variadas questões sociais, políticas e religiosas, entre as quais podemos citar: participação nas campanhas abolicionista e republicana; defesa dos direitos sociais e trabalhistas (incluindo, por exemplo, o direito de greve); o pacifismo; a separação entre a Igreja e o Estado (isto é, o laicismo); a defesa da justiça social e inúmeras outras.
A partir da década de 1900, todavia, por motivos de saúde, passou a atuar cada vez menos na Igreja Positivista, cedendo lugar a seu colega e amigo Teixeira Mendes. Morreu em 1917, sendo velado na sede da Igreja Positivista, e sepultado no Cemitério de São João Batista.

## Obras
- O apostolado positivista no Brasil (com Teixeira Mendes)
- O positivismo e a escravidão moderna
- Pequenos ensaios positivistas
- Luís De Camões
- A questão de limites entre o Brasil e a Argentina
- Ortografia positivista